# Lista de espécies de orquídeas do gênero Vanilla
Lista das 105 espécies de orquídeas do gênero Vanilla Plum. ex Mill. (1754)

## a
1. Vanilla abundiflora J.J.Sm., Bull. Jard. Bot. Buitenzorg, III, 2: 21 (1920)
2. Vanilla acuminata Rolfe, J. Linn. Soc., Bot. 32: 456 (1896)
3. Vanilla africana Lindl., J. Proc. Linn. Soc., Bot. 6: 137 (1862)
4. Vanilla albida Blume, Catalogus: 100 (1823)
5. Vanilla andamanica Rolfe, Bull. Misc. Inform. Kew 1918: 237 (1918)
6. Vanilla angustipetala Schltr., Anexos Mem. Inst. Butantan, Secç. Bot. 1(4): 19 (1922)
7. Vanilla annamica Gagnep., Bull. Mus. Natl. Hist. Nat., II, 3: 686 (1931)
8. Vanilla aphylla Blume, Bijdr.: 422 (1825)
9. Vanilla appendiculata Rolfe, Bull. Misc. Inform. Kew 1895: 178 (1895)

## b
1. Vanilla bahiana Hoehne, Arq. Bot. Estado São Paulo, n.s., f.m., 2: 108 (1950)
2. Vanilla barbellata Rchb.f., Flora 48: 274 (1865)
3. Vanilla bertoniensis Bertoni, Anales Ci. Parag. 8: 10 (1910)
4. Vanilla bicolor Lindl., Edwards's Bot. Reg. 24(Misc.): 37 (1838)
5. Vanilla borneensis Rolfe, J. Linn. Soc., Bot. 32: 460 (1896)
6. Vanilla bradei Schltr. ex Mansf., Repert. Spec. Nov. Regni Veg. 24: 243 (1928)

## c
1. Vanilla calopogon Rchb.f., Otia Bot. Hamburg.: 40 (1878)
2. Vanilla calyculata Schltr., Repert. Spec. Nov. Regni Veg. Beih. 7: 42 (1920)
3. Vanilla chalotii Finet, Bull. Soc. Bot. France 56: 102 (1909)
4. Vanilla chamissonis Klotzsch, Bot. Zeitung (Berlin) 4: 564 (1846)
5. Vanilla claviculata Sw., Nova Acta Regiae Soc. Sci. Upsal. 6: 66 (1799)
6. Vanilla columbiana Rolfe, J. Linn. Soc., Bot. 32: 468 (1896)
7. Vanilla costaricensis Soto Arenas, Lankesteriana 9: 297 (2010)
8. Vanilla coursii H.Perrier, Rev. Int. Bot. Appl. Agric. Colon. 30: 435 (1950)
9. Vanilla crenulata Rolfe, J. Linn. Soc., Bot. 32: 477 (1896)
10. Vanilla cribbiana Soto Arenas, Lankesteriana 9: 300 (2010)
11. Vanilla cristagalli Hoehne, Arq. Bot. Estado São Paulo, n.s., f.m., 1: 125 (1944)
12. Vanilla cucullata Kraenzl. ex J.Braun & K.Schum., Mitt. Deutsch. Schutzgeb. 2: 161 (1889)

## d
1. Vanilla decaryana H.Perrier, Bull. Mus. Natl. Hist. Nat., II, 6: 194 (1934)
2. Vanilla diabolica P.O'Byrne, Malayan Orchid Rev. 30: 67 (1996)
3. Vanilla dietschiana Edwall, Revista Centro Sci. Campinas 2: 192 (1903)
4. Vanilla dilloniana Correll, Amer. Orchid Soc. Bull. 15: 331 (1946)
5. Vanilla dressleri Soto Arenas, Lankesteriana 9: 303 (2010)
6. Vanilla dubia Hoehne, Arq. Bot. Estado São Paulo, n.s., f.m., 1: 126 (1944)
7. Vanilla dungsii Pabst, Bradea 2: 49 (1975)

## e
1. Vanilla edwallii Hoehne, Arq. Bot. Estado São Paulo, n.s., f.m., 1: 61 (1941)
2. Vanilla espondae Soto Arenas, Lankesteriana 9: 281 (2010)

## f
1. Vanilla fimbriata Rolfe, Bull. Misc. Inform. Kew 1899: 133 (1899)
2. Vanilla francoisii H.Perrier, Notul. Syst. (Paris) 8: 37 (1939)

## g
1. Vanilla gardneri Rolfe, Bull. Misc. Inform. Kew 1895: 177 (1895)
2. Vanilla giulianettii F.M.Bailey, Queensland Agric. J. 7: 350 (1900)
3. Vanilla grandifolia Lindl., J. Proc. Linn. Soc., Bot. 6: 138 (1862)
4. Vanilla griffithii Rchb.f., Bonplandia (Hannover) 2: 88 (1854)
5. Vanilla guianensis Splitg., Ann. Sci. Nat., Bot., II, 15: 279 (1841)

## h
1. Vanilla hallei Szlach. & Olszewski, in Fl. Cameroun 34: 282 (1998)
2. Vanilla hamata Klotzsch, Bot. Zeitung (Berlin) 4: 563 (1846)
3. Vanilla hartii Rolfe, Bull. Misc. Inform. Kew 1899: 133 (1899)
4. Vanilla havilandii Rolfe, Bull. Misc. Inform. Kew 1918: 236 (1918)
5. Vanilla helleri A.D.Hawkes, Phytologia 14: 19 (1966)
6. Vanilla heterolopha Summerh., Bull. Misc. Inform. Kew 1938: 149 (1938)
7. Vanilla hostmannii Rolfe, J. Linn. Soc., Bot. 32: 462 (1896)
8. Vanilla humblotii Rchb.f., Gard. Chron., n.s., 25: 726 (1885)

## i
1. Vanilla imperialis Kraenzl., Notizbl. Königl. Bot. Gart. Berlin 1: 155 (1896)
2. Vanilla inodora Schiede, Linnaea 4: 574 (1829)
3. Vanilla insignis Ames, Bot. Mus. Leafl. 2: 101 (1934)

## k
1. Vanilla kaniensis Schltr., Repert. Spec. Nov. Regni Veg. Beih. 1: 31 (1911)
2. Vanilla kempteriana Schltr., Repert. Spec. Nov. Regni Veg. Beih. 1: 32 (1911)
3. Vanilla kinabaluensis Carr, Gard. Bull. Straits Settlem. 8: 176 (1936)

## m
1. Vanilla madagascariensis Rolfe, J. Linn. Soc., Bot. 32: 476 (1896)
2. Vanilla martinezii Soto Arenas, Lankesteriana 9: 320 (2010)
3. Vanilla methonica Rchb.f. & Warsz., Bonplandia (Hannover) 2: 97 (1854)
4. Vanilla mexicana Mill., Gard. Dict. ed. 8: n.º 1 (1768)
5. Vanilla montana Ridl., J. Fed. Malay States Mus. 6: 58 (1915)
6. Vanilla moonii Thwaites, Enum. Pl. Zeyl.: 312 (1861)

## n
1. Vanilla nigerica Rendle, Cat. Pl. Oban: 108 (1913)

## o
1. Vanilla ochyrae Szlach. & Olszewski, in Fl. Cameroun 34: 291 (1998)
2. Vanilla odorata C.Presl, Reliq. Haenk. 1: 101 (1826)
3. Vanilla organensis Rolfe, J. Linn. Soc., Bot. 32: 452 (1896)
4. Vanilla oroana Dodson, Orquideologia 22: 210 (2003)
5. Vanilla ovalis Blanco, Fl. Filip., ed. 2: 448 (1845)
6. Vanilla ovata Rolfe, J. Linn. Soc., Bot. 32: 451 (1896)

## p
1. Vanilla palembanica Teijsm. & Binn., Natuurk. Tijdschr. Ned.-Indië 29: 243 (1867)
2. Vanilla palmarum (Salzm. ex Lindl.) Lindl., Gen. Sp. Orchid. Pl.: 436 (1840)
3. Vanilla parvifolia Barb.Rodr., Gen. Spec. Orchid. 2: 271 (1882)
4. Vanilla penicillata Garay & Dunst., Venez. Orchids Ill. 3: 324 (1965)
5. Vanilla perrieri Schltr., Repert. Spec. Nov. Regni Veg. Beih. 33: 114 (1924)
6. Vanilla phaeantha Rchb.f., Flora 48: 274 (1865)
7. Vanilla phalaenopsis Rchb.f. ex Van Houtte, Ann. Gén. Hort. 17: 97 (1867)
8. Vanilla planifolia Jacks. ex Andrews, Bot. Repos. 8: t. 538 (1808)
9. Vanilla platyphylla Schltr., Repert. Spec. Nov. Regni Veg. 10: 7 (1911)
10. Vanilla poitaei Rchb.f., Linnaea 41: 66 (1876)
11. Vanilla polylepis Summerh., Bot. Mus. Leafl. 14: 219 (1951)
12. Vanilla pompona Schiede, Linnaea 4: 573 (1829)

## r
1. Vanilla ramificans J.J.Sm., Bull. Jard. Bot. Buitenzorg, III, 2: 22 (1920)
2. Vanilla ramosa Rolfe, J. Linn. Soc., Bot. 32: 457 (1896)
3. Vanilla ribeiroi Hoehne, Relat. Commiss. Linhas Telegr. Estratég. Matto Grosso Amazonas 1: 28 (1910)
4. Vanilla roscheri Rchb.f., Linnaea 41: 65 (1876)
5. Vanilla ruiziana Klotzsch, Bot. Zeitung (Berlin) 4: 563 (1846)

## s
1. Vanilla sanjappae Rasingam, R.P.Pandey, J.J.Wood & S.K.Srivast., Orchid Rev. 115: 350 (2007)
2. Vanilla sarapiquensis Soto Arenas, Lankesteriana 9: 342 (2010)
3. Vanilla savannarum Britton, Mem. Torrey Bot. Club 16: 61 (1920)
4. Vanilla schwackeana Hoehne, Arq. Bot. Estado São Paulo, n.s., f.m., 1: 125 (1944)
5. Vanilla seranica J.J.Sm., Bull. Jard. Bot. Buitenzorg, III, 10: 93 (1928)
6. Vanilla seretii De Wild., Bull. Jard. Bot. État Bruxelles 5: 180 (1916)
7. Vanilla siamensis Rolfe ex Downie, Bull. Misc. Inform. Kew 1925: 410 (1925)
8. Vanilla somae Hayata, Icon. Pl. Formosan. 6: 88 (1916)
9. Vanilla sprucei Rolfe, J. Linn. Soc., Bot. 32: 461 (1896)
10. Vanilla sumatrana J.J.Sm., Bull. Jard. Bot. Buitenzorg, III, 2: 22 (1920)

## t
1. Vanilla trigonocarpa Hoehne, Arq. Bot. Estado São Paulo, n.s., f.m., 1: 126 (1944)

## u
1. Vanilla utteridgei J.J.Wood, Orchid Rev. 110: 232 (2002)

## v
1. Vanilla vellozoi Rolfe, J. Linn. Soc., Bot. 32: 467 (1896)

## w
1. Vanilla walkeriae Wight, Icon. Pl. Ind. Orient. 3: t. 932 (1845)
2. Vanilla wariensis Schltr., Repert. Spec. Nov. Regni Veg. Beih. 1: 30 (1911)
3. Vanilla wightii Lindl. ex Wight, Icon. Pl. Ind. Orient. 3: t. 931 (1845)

## y
1. Vanilla yersiniana Guillaumin & Sigaldi, Bull. Mus. Natl. Hist. Nat., II, 36: 162 (1964)

## z
1. Vanilla zanzibarica Rolfe, Bull. Misc. Inform. Kew 1906: 116 (1906)